# Shohei Ogura
Shohei Ogura (født 8. september 1985) er en japansk fodboldspiller, som spiller for den japanske fodboldklub Ventforet Kofu.